# 塩釜神社 (新上五島町)
塩釜神社（しおがまじんじゃ）は、長崎県新上五島町榊ノ浦郷に鎮座する神社である。

## 祭神
猿田彦尊を主祭神に祀り、大山祇神2柱を配祀する。
配祀神中の大山祇神2柱は、同郷鼻崎と三年ヶ浦のそれぞれの山神社の祭神であった。

## 歴史

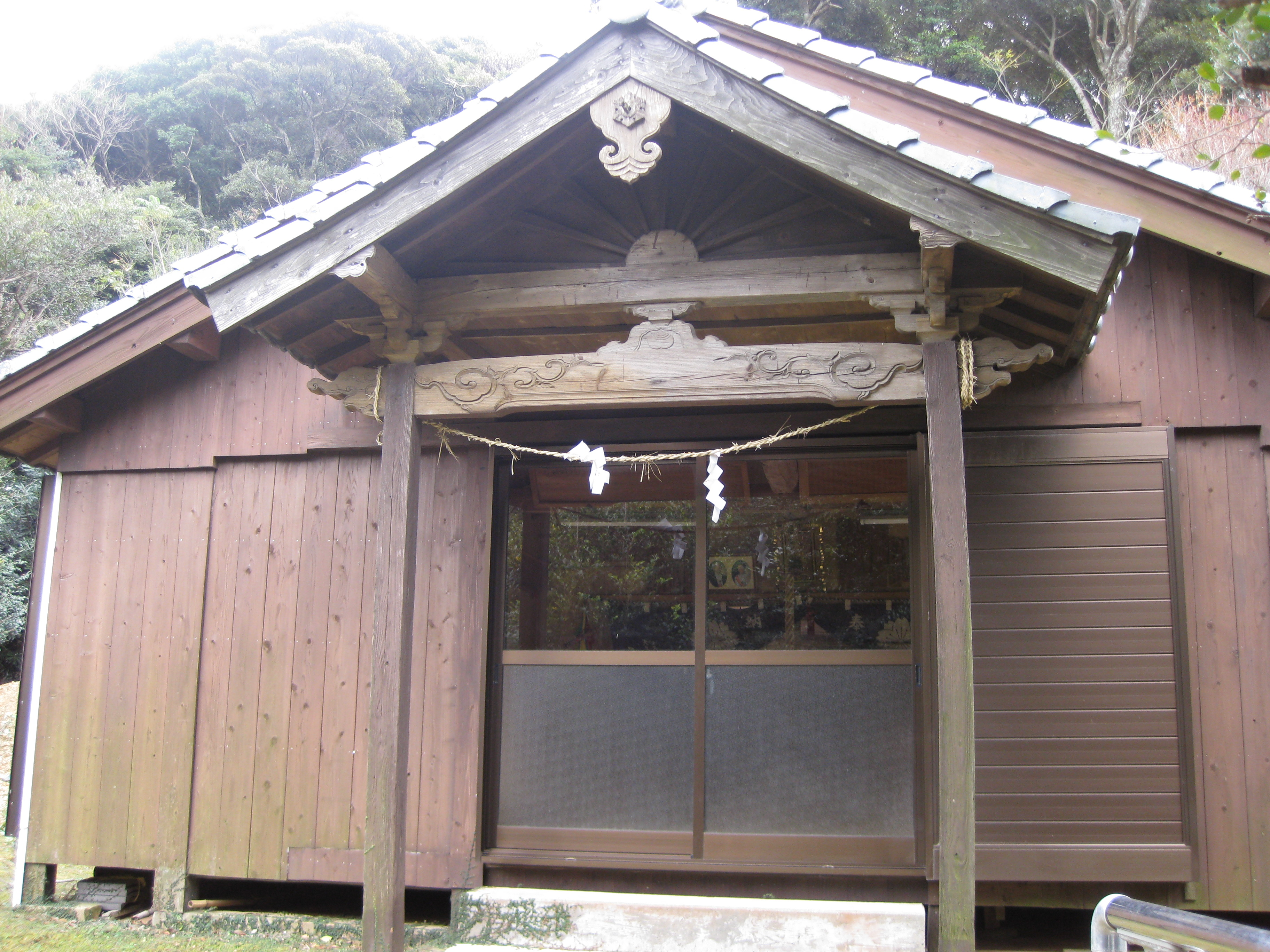
社殿

創建年代は不詳だが、同郷は製塩が盛んだったため当社を奉祀したと伝えられる。
明治7年（1876年）5月、無格社となり、同41年12月、同郷鼻崎と三年ヶ浦に鎮座していた山神社を合祀する。

## 祭祀
主な祭礼・神事
- 例大祭（旧11月15日）

## 境内社

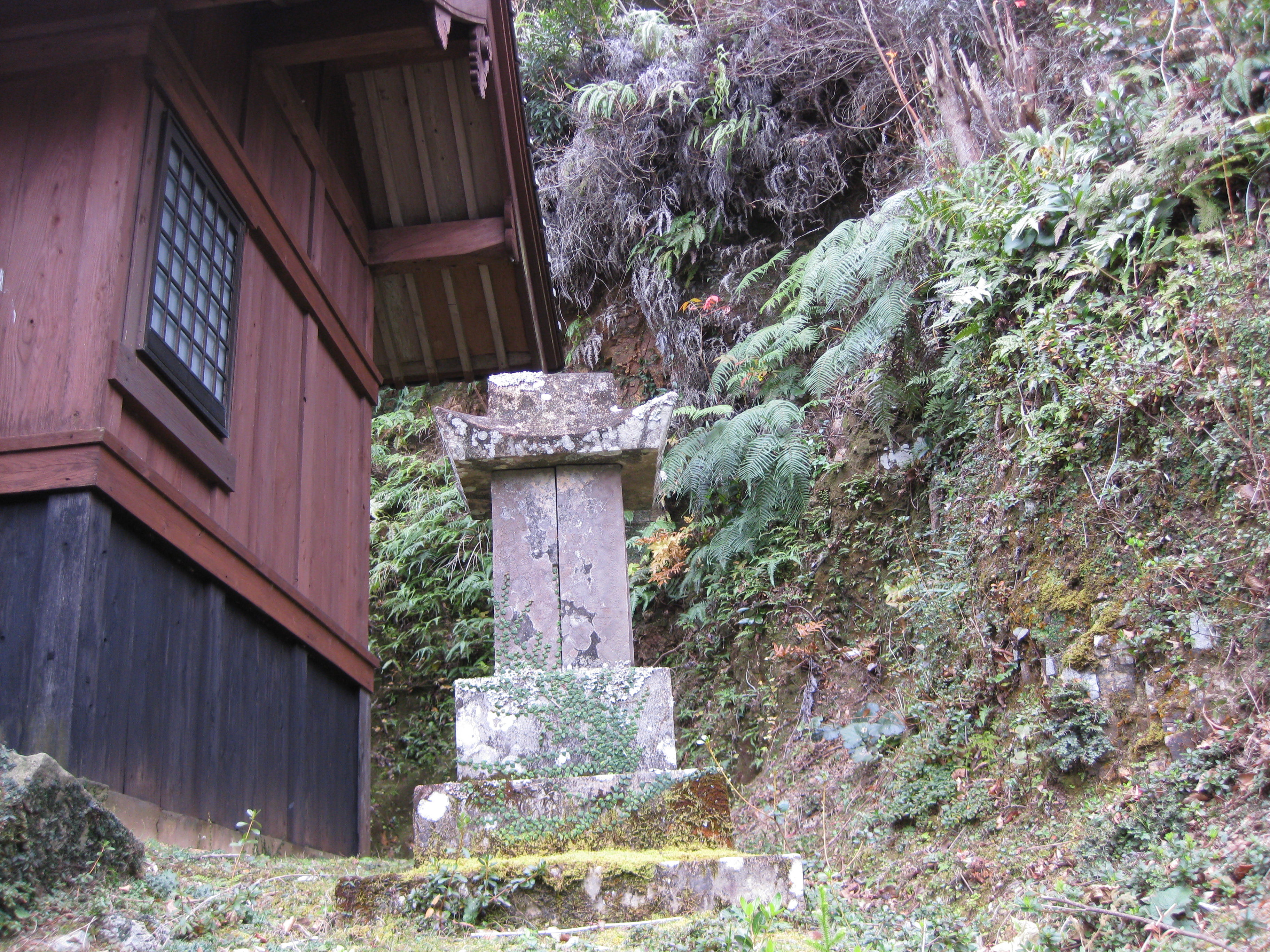
境内社・山神社

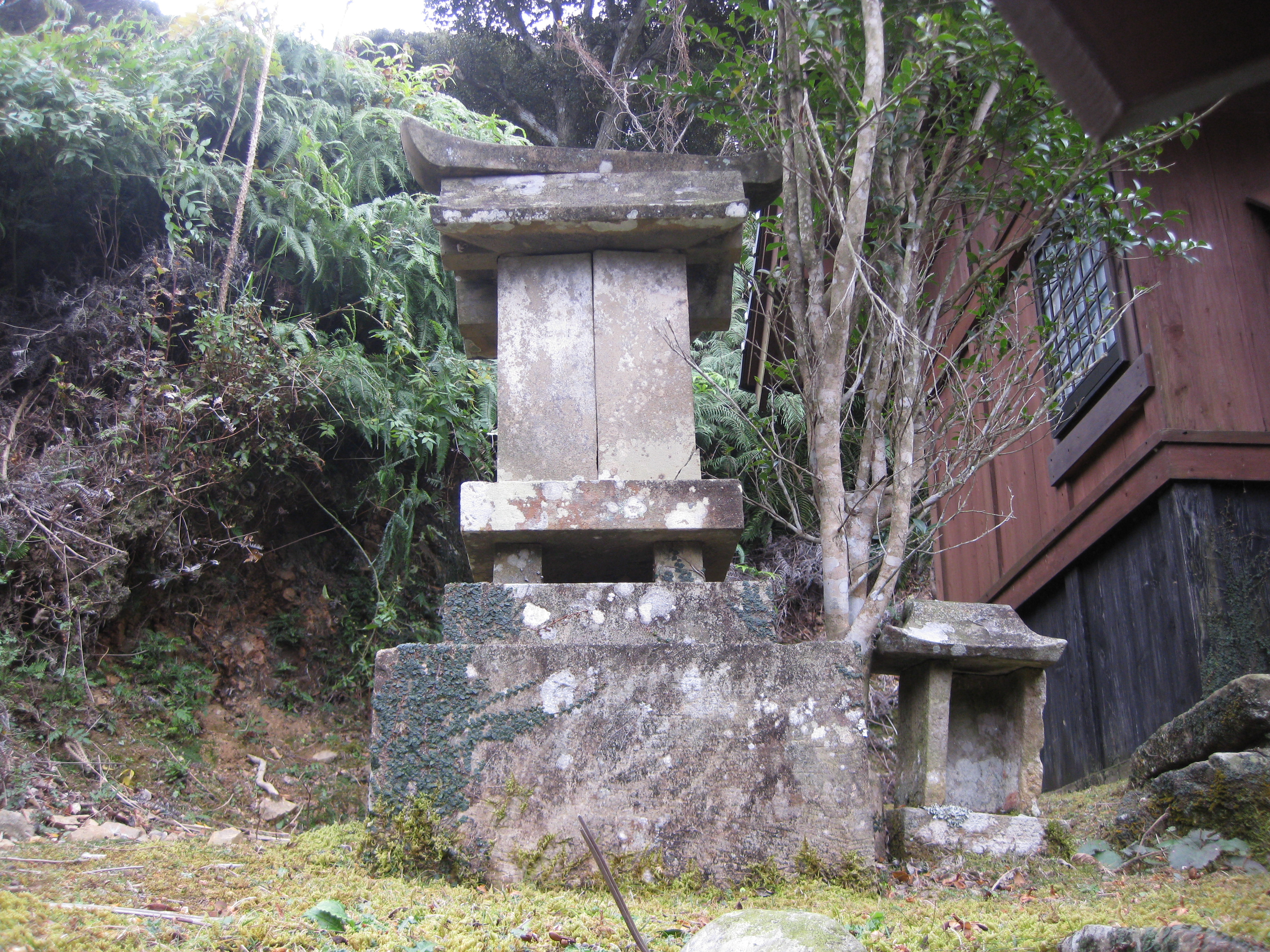
境内社・山神社

合祀された2つの山神社が、本殿両脇に境内社として祀られている。

## その他の神社
その他の榊ノ浦郷の神社に、月ノ浦地区・月ノ浦神社がある。また隣接する間伏郷に、白鳥神社、間伏神社などがあり、西神ノ浦郷には塩釜神社がある。

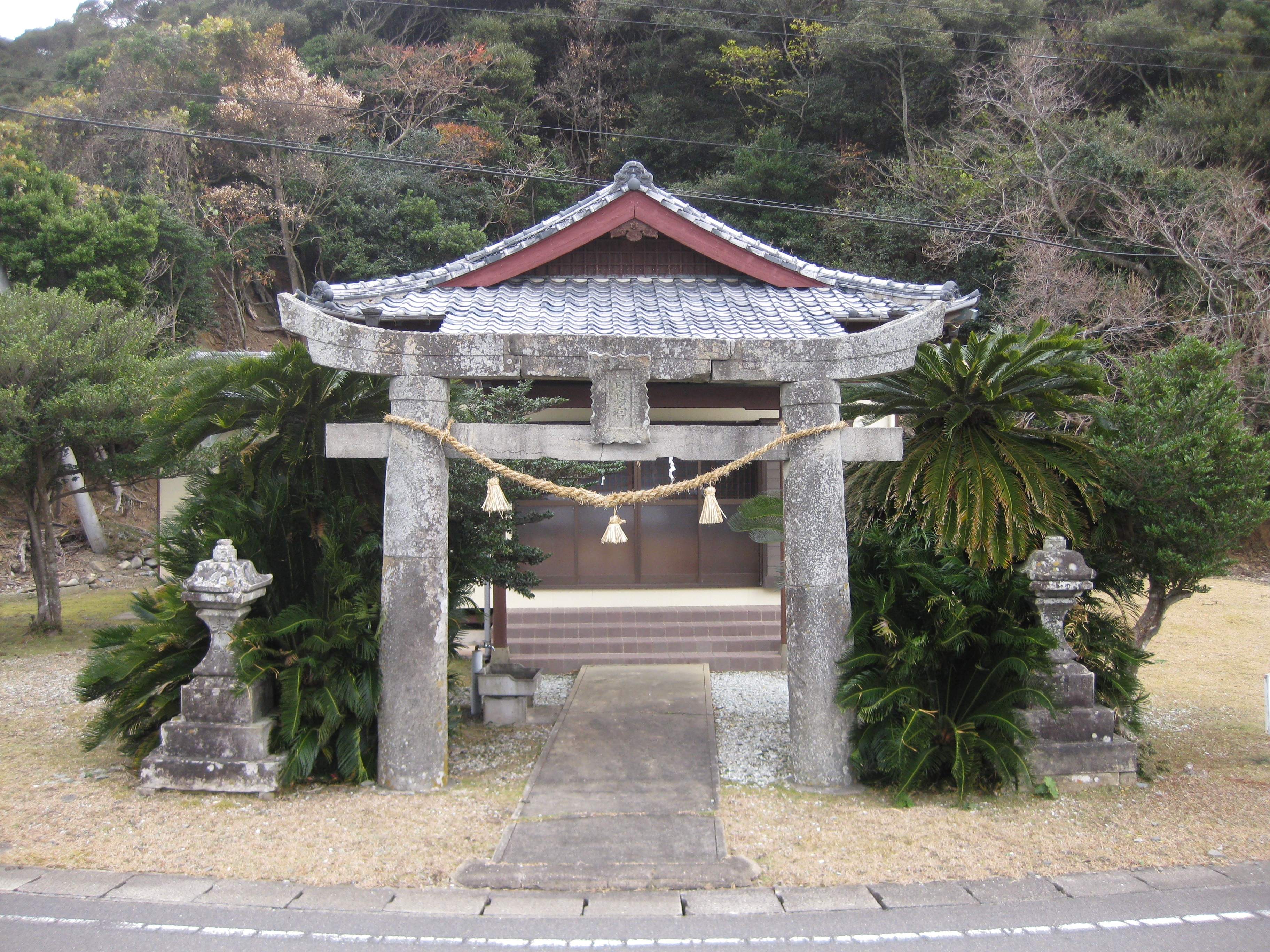
白鳥神社（間伏郷）
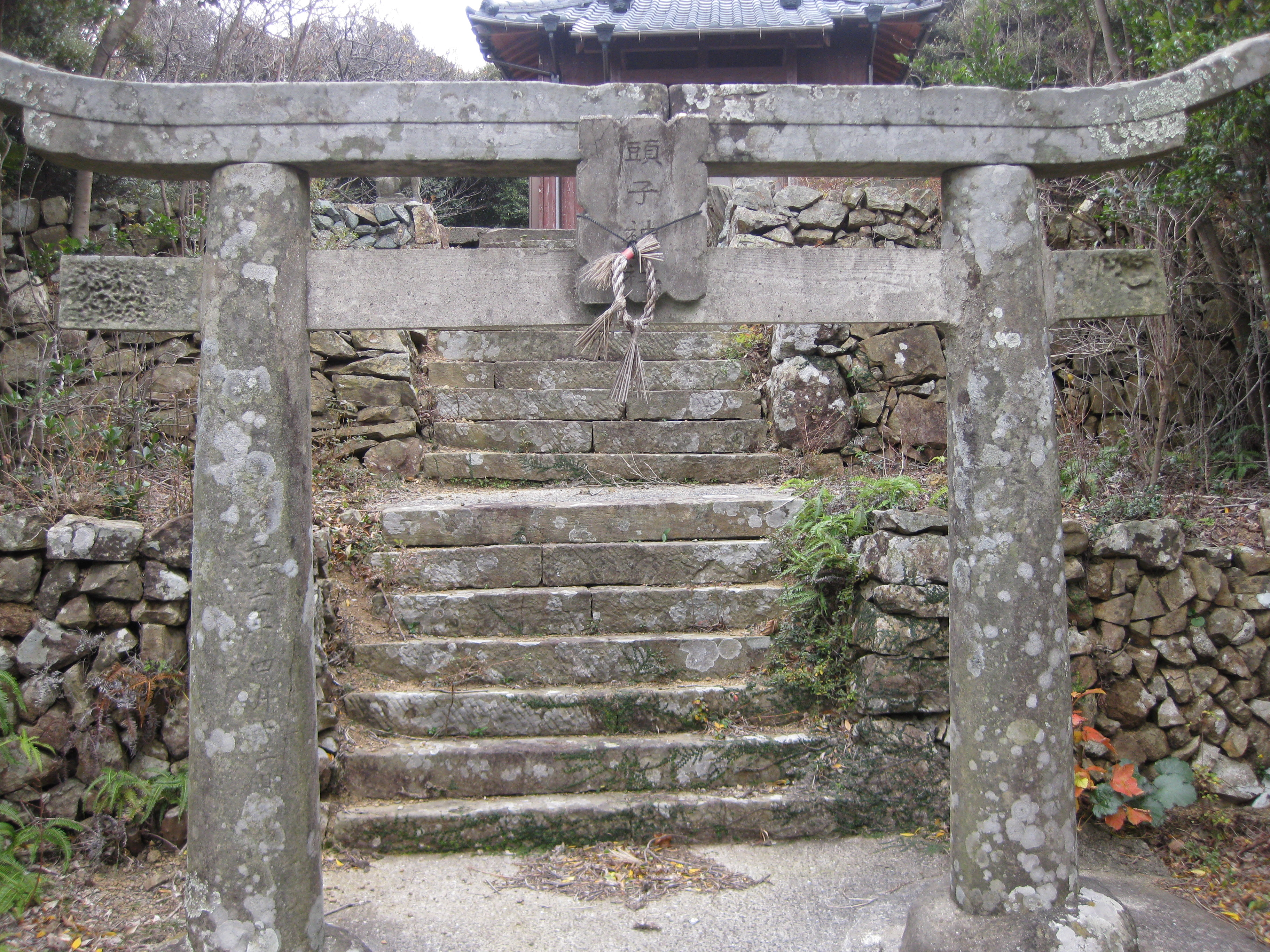
間伏神社（間伏郷）